# Strumaria gemmata
Strumaria gemmata är en amaryllisväxtart som beskrevs av Ker Gawl. Strumaria gemmata ingår i släktet Strumaria och familjen amaryllisväxter. Inga underarter finns listade i Catalogue of Life.

## Bildgalleri

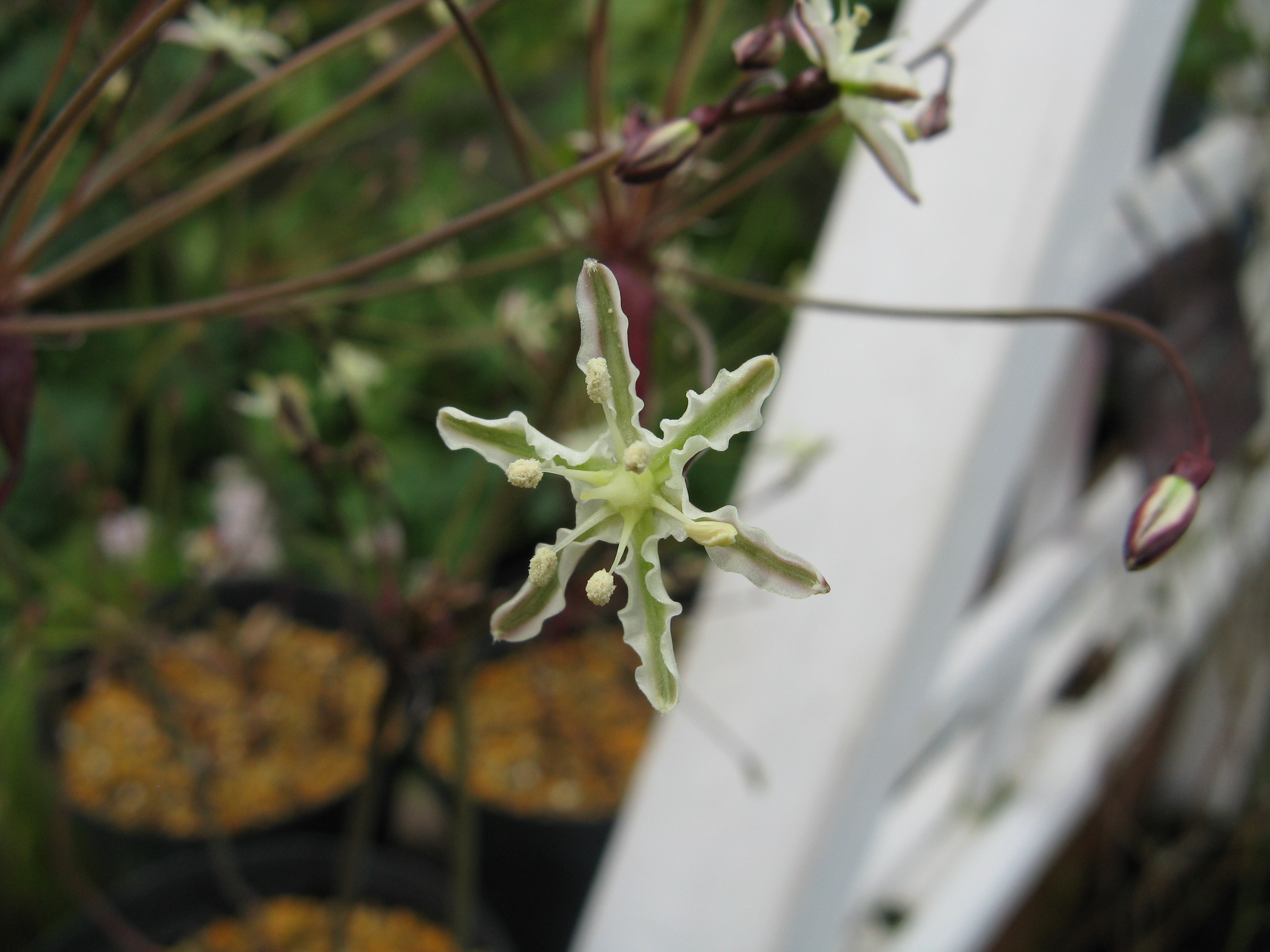